# Glacier Bering
Le glacier Bering est un glacier de l'État américain d'Alaska. Il se termine actuellement dans le lac Vitus au sud du parc national de Wrangell–Saint-Élie, environ à 10 km du golfe d'Alaska. Combiné au champ de glace Bagley, où s'accumule la neige qui alimente le glacier, le Bering est le plus grand glacier d'Amérique du Nord. Le glacier doit son nom à Vitus Béring.

## Recul glaciaire

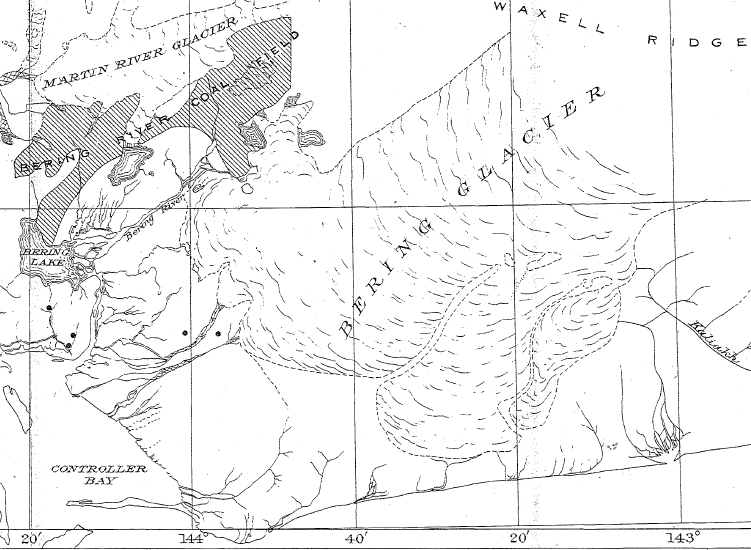
Carte USGS de 1917 illustrant l'étendue du glacier Bering.

Les températures plus chaudes et les changements de précipitations au cours du XXe siècle ont fait reculer le glacier Bering de plusieurs milliers de mètres. Depuis 1900, le front glaciaire a reculé jusqu'à 12 km. Le glacier Bering présente des « ondes de choc », des événements d'accélération du débit du glacier, tous les 20 ans environ. Pendant ces périodes, l'extrémité du glacier avance. Les poussées sont généralement suivies de périodes de recul, de sorte qu'en dépit des avancées périodiques, le glacier a globalement rétréci. La plupart des glaciers le long de la côte de l'Alaska ont reculé avec le glacier Bering.
L'eau de fonte se rassemble dans le lac Vitus, qui s'écoule via la rivière Seal vers le golfe d'Alaska.